# Челико
Челико (итал. Celico) — коммуна в Италии, располагается в регионе Калабрия, подчиняется административному центру Козенца.
Население составляет 3196 человек, плотность населения составляет 33 чел./км². Занимает площадь 98 км². Почтовый индекс — 87053. Телефонный код — 0984.
Покровителем коммуны почитается архангел Михаил, празднование 29 сентября.